# کیم ته یونگ
کیم ته یونگ (کره‌ای: 김태용؛ زادهٔ ۹ دسامبر ۱۹۶۹) کارگردان فیلم، فیلم‌نامه‌نویس اهل کره جنوبی است. او کارگردانی فیلم مورد تحسین منتقدان، روابط خانوادگی (۲۰۰۶) را بر عهده داشته است.